# Пірус Володимир Миколайович
Володи́мир Микола́йович Пі́рус (10 травня 1975, м. Стрий, Львівська область, Українська РСР — 1 березня 2017, с. Катеринівка, Попаснянський район, Луганська область, Україна) — українській військовослужбовець, старший солдат Збройних сил України, учасник російсько-української війни. Позивний «Художник».

## Життєпис

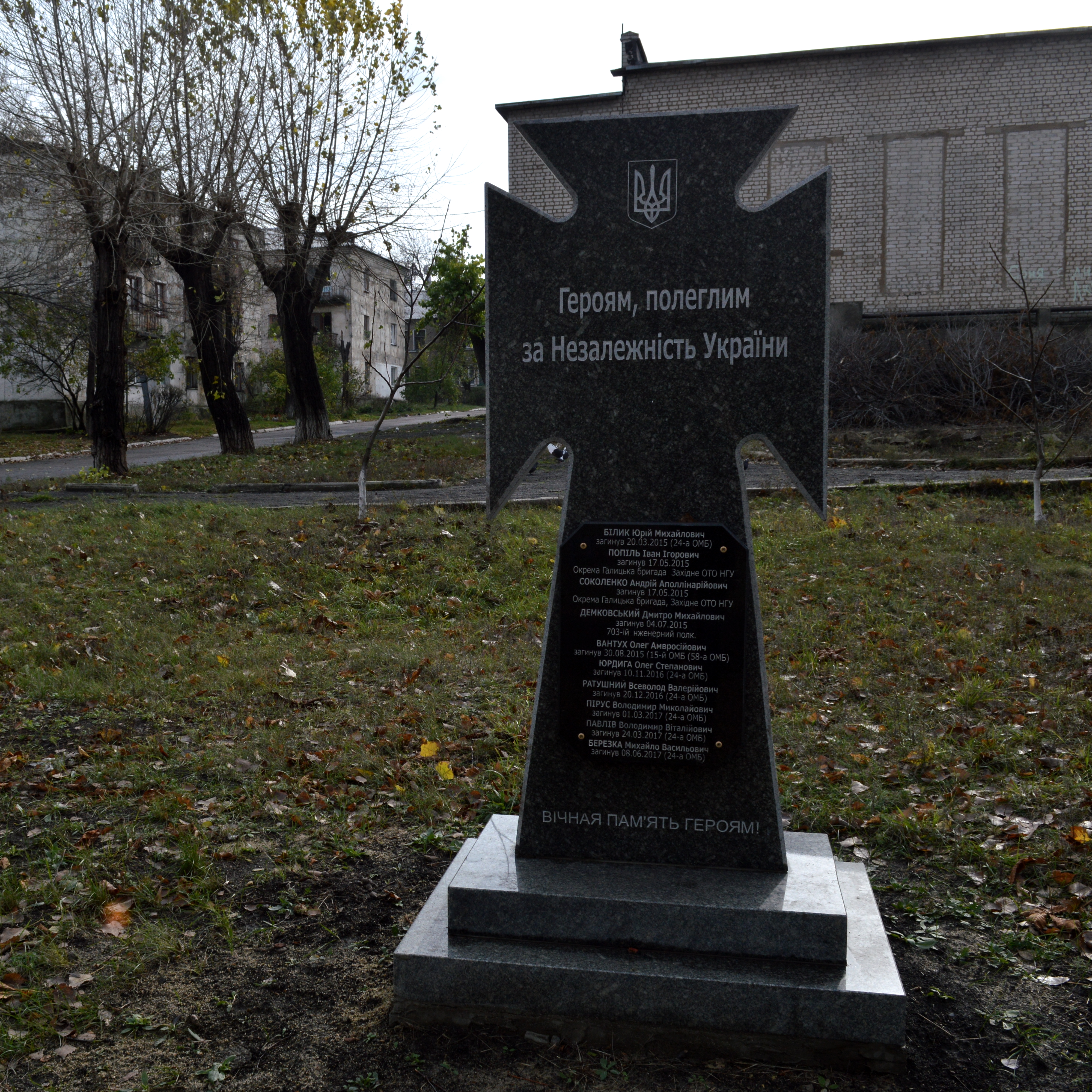
Пам'ятник загиблим українським воякам у селищі Новотошківське.

Народився 1975 року в Стрию на Львівщині. Навчався у Стрийській середній школі № 1. Закінчив Стрийське професійне технічне училище № 8. Працював автослюсарем.
У зв'язку з російською збройною агресією проти України в серпні 2014 року добровольцем пішов до війська, 27 листопада того ж року підписав контракт до закінчення особливого періоду.
Старший солдат, старший механік-водій розвідувального підрозділу 24-ї окремої механізованої Залізної бригади, в/ч А0998, м. Яворів.
З січня 2015 року брав участь в антитерористичній операції на Сході України. Спочатку служив у 3-му батальйоні, по тому був переведений до 2-ї роти 1-го батальйону. Воював на Луганщині в районі траси «Бахмутка»: біля села Кримське, яке обороняв до 16 березня. На початку травня 2015 року брав участь у боях за 29-й блокпост, виводив необстріляне відділення у перший бій. Потім були 31-й блокпост, Кряківка, Трьохізбенка, Новотошківське. З листопада 2015 по січень 2016 брав участь у навчаннях з військами НАТО на Яворівському полігоні. Восени 2016 року перейшов до розвідувального підрозділу бригади, виконував завдання в районі міста Попасна.
Загинув 1 березня 2017 року під час обстрілу околиць села Катеринівка Попаснянського району Луганської області внаслідок прямого влучання ПТКР у машину, ще двоє бійців дістали поранення. Російсько-терористичні угруповання вели обстріл з боку села Молодіжне, з мінометів калібром 82 мм, ПТРК та СПГ-9.
Похований на стрийському міському кладовищі.
Залишились батьки, брат та двоє дітей, — син і донька.

## Нагороди
- Указом Президента України № 12/2018 від 22 січня 2018 року «за особисту мужність і самовіддані дії, виявлені у захисті державного суверенітету та територіальної цілісності України, зразкове виконання військового обов'язку» нагороджений орденом «За мужність» III ступеня (посмертно)[6].

## Вшанування пам'яті
11 жовтня 2017 року на фасаді Стрийської СЗШ І—ІІІ ступенів № 1 урочисто відкрили та освятили пам'ятну дошку загиблим на війні випускникам школи — Володимиру Пірусу, Андрію Альошину та Володимиру Василевському.